# Ký hiệu điện

Một số ký hiệu điện tử dùng tại Mỹ

Ký hiệu điện hoặc biểu tượng điện, là biểu tượng hình khác nhau dùng để biểu diễn các hợp phần của thiết bị điện và điện tử (như dây điện, pin, điện trở, và transistor) trong sơ đồ mạch điện hoặc điện tử.
Các biểu tượng này có thể tùy theo quốc gia do truyền thống để lại, nhưng ngày nay đạt tới mức độ tiêu chuẩn quốc tế.

## Tiêu chuẩn cho các ký hiệu
Có nhiều tiêu chuẩn quốc gia và quốc tế cho Ký hiệu điện tử đồ họa trong sơ đồ mạch điện.
- TCVN 7922 : 2008
- IEC 60617 (còn gọi là British Standard BS 3939)
- IEEE Std 91/91a
- ANSI Standard Y32 (còn gọi là IEEE Std 315)
- Australian Standard AS 1102

## Thư viện ký hiệu phổ biến

### Linh kiện bị động
|                                    |                                    |                                    |                                 |   |
| Điện trở (kiểu Mỹ)                 | Điện trở (kiểu EU)                 | Cuộn cảm                           | Tụ điện                         |   |
|                                    |                                    |                                    |                                 |   |
| Chiết áp (Potentiometer) (kiểu Mỹ) | Chiết áp (Potentiometer) (kiểu EU) | Tụ điện phân cực                   | Tụ điện hóa phân cực            |   |
|                                    |                                    |                                    |                                 |   |
| Điện trở biến đổi Rheostat         | Điện trở vi chỉnh Trimmer          | Tụ biến đổi                        | Tụ điện vi chỉnh Trimmer        |   |
| –                                  | +                                  |                                    |                                 |   |
| Điện trở nhiệt CTN Thermistor      | Điện trở nhiệt CTP                 | Photoresistor LDR (Điện trở quang) | Varistor VDR (Điện trở điện áp) |   |
|                                    |                                    |                                    |                                 |   |
| Biến áp                            | Biến áp giảm                       | Biến áp tăng                       | Biến áp ra ở giữa               | - |
|                                    |                                    |                                    |                                 |   |
|                                    |                                    |                                    |                                 |   |
|                                    |                                    |                                    |                                 |   |
| Biến áp tự ngẫu                    | Biến áp FI                         | Cuộn cảm chống sốc                 |                                 |   |
|                                    |                                    |                                    |                                 |   |
| Antenna                            | Nối đất                            | Thạch anh                          |                                 |   |
|                                    |                                    |                                    |                                 |   |
| Microphone                         | Loa                                | Beeper, Buzzer                     | Jack mono/stereo                |   |

### Linh kiện chủ động
|                       |                       |                       |                        |
| Điốt                  | Điốt Zener            | Điốt tunnel           | Điốt biến dung varicap |
|                       |                       |                       |                        |
| Điốt phát quang, LED  | Điốt Schottky         | Photodiode            | Điốt hạn chế điện áp   |
|                       |                       |                       |                        |
| Thyristor SCR         | Thyristor GTO         | Diac                  | Triac                  |
|                       |                       |                       |                        |
| Chỉnh lưu cầu 4 diode | Chỉnh lưu cầu 4 diode | Chỉnh lưu cầu 4 diode |                        |

|                        |                               |                               |                                 |
| Transistor NPN         | Transistor PNP                |                               | Transistor NPN collector nối vỏ |
|                        |                               |                               |                                 |
| Transistor Darlington  | Phototransistor               | Photocoupler (Optocoupler)    |                                 |
|                        |                               |                               |                                 |
| Transistor UJT kênh N  | Transistor UJT kênh P         | Transistor IGBT kênh N giàu   | Transistor IGBT kênh N nghèo    |
|                        |                               |                               |                                 |
| Transistor JFET kênh N | Transistor MOSFET kênh N giàu | Transistor MOSFET kênh N giàu | Transistor MOSFET kênh N nghèo  |
|                        |                               |                               |                                 |
| Transistor JFET kênh P | Transistor MOSFET kênh P giàu | Transistor MOSFET kênh P giàu | Transistor MOSFET kênh P nghèo  |

### Máy phát, cắt mạch, thứ khác
|                                   |                                  |                             |                                  |
| Mạch phát thế                     | Mạch phát dòng                   | Nguồn điện một chiều        | Nguồn điện xoay chiều            |
|                                   |                                  |                             |                                  |
| Pin đơn                           | Pin, Battery                     | Pin, Battery                |                                  |
|                                   |                                  |                             |                                  |
| Cắt mạch, công tắc 2 cực          | Nút nhấn thường mở               | Nút nhấn thường đóng        | Đổi mạch, công tắc 3 cực         |
|                                   |                                  |                             |                                  |
| Đổi mạch, công tắc đôi DPST       | Đảo mạch                         | Đảo mạch kép DPDT           | Rơle cơ điện                     |
|                                   |                                  |                             |                                  |
| Cầu chì                           | Đèn Neon                         | Đèn dây tóc                 | Đèn huỳnh quang                  |
|                                   |                                  |                             |                                  |
| Mô tơ                             | Thùng điện phân                  | Galvanometer                | Oscilloscope                     |
|                                   |                                  |                             |                                  |
| Vôn kế                            | Ampe kế                          | Ôm kế                       | Watt kế                          |
|                                   |                                  |                             |                                  |
| Chéo dây không nối                | Nối                              | Nối chữ T                   | Nối Mass                         |
|                                   |                                  |                             |                                  |
| Protection Classe III Cách ly cao | Protection Classe II Cách ly kép | Protection Classe I Nối đất | Point équipotentiel Điểm nối đất |

### Mạch tích hợp
|       |       |                                     |                                     |
| Ổn áp | Ổn áp | Khuếch đại thuật toán AOP (kiểu Mỹ) | Khuếch đại thuật toán AOP (kiểu EU) |

|                        |                        |                     |                               |
| Mạch cộng bán phần     | Mạch cộng toàn phần    | Mạch cộng hoàn toàn | Trigger Schmitt               |
|                        |                        |                     |                               |
| Mạch toán logic ALU    | Multiplexer 2 vs 1     | Multiplexer 4 vs 1  | Đệm ba trạng thái (tri-state) |
|                        |                        |                     |                               |
| Mạch đếm không đồng bộ | Mạch đếm không đồng bộ | Mạch đếm đồng bộ    | Mạch đếm đồng bộ              |

|                    |          |           |           |
| Mạch đệm, Buffer   | Cổng OR  | Cổng AND  | Cổng XOR  |
|                    |          |           |           |
| Mạch đảo, Cổng NOT | Cổng NOR | Cổng NAND | Cổng XNOR |

|                    |          |           |           |
| Mạch đệm, Buffer   | Cổng OR  | Cổng AND  | Cổng XOR  |
|                    |          |           |           |
| Mạch đảo, Cổng NOT | Cổng NOR | Cổng NAND | Cổng XNOR |

|                    |          |           |           |
| Mạch đệm, Buffer   | Cổng OR  | Cổng AND  | Cổng XOR  |
|                    |          |           |           |
| Mạch đảo, Cổng NOT | Cổng NOR | Cổng NAND | Cổng XNOR |

|                       |               |                      |             |
| Flip-flop RS          | Flip-flop RSH | Flip-flop D (simple) | Flip-flop D |
|                       |               |                      |             |
| Flip-flop JK (simple) | Flip-flop JK  | Flip-flop D          | Flip-flop T |

### Đèn điện tử chân không
|  |  |  |  |  |

| Diode | Triode | Tetrode | Pentode |

|  | a k f | , anode , cathode , filament | a g1 k f | , anode , grid , cathode , filament | a g2 g1 k f | , anode , grid ecran , grid control , cathode , filament | a g3 g2 g1 k f | , anode , grid d'arrêt , grid ecran , grid control , cathode , filament |

|  |  |  |  |

| Hexode | Heptode | Octode | Khuếch đại đẩy kéo |

|  | a g4 g3 g2 g1 k f | , anode , grid ecran , grid control , grid ecran , grid control , cathode , filament | a g5 g4 g3 g2 g1 k f | , anode , grid d'arrêt , grid ecran , grid control , grid ecran , grid control , cathode , filament | a g6 g5 g4 g3 g2 g1 k f | , anode , grid d'arrêt , grid ecran , grid control , grid ecran , anode auxiliairy , grid control , cathode , filament |  |